# Parydra socia
Parydra socia är en tvåvingeart som först beskrevs av Cresson 1934.  Parydra socia ingår i släktet Parydra och familjen vattenflugor. Inga underarter finns listade i Catalogue of Life.